# Villamartín de Don Sancho (kommunhuvudort)
Villamartín de Don Sancho är en kommunhuvudort i Spanien.   Den ligger i provinsen Provincia de León och regionen Kastilien och Leon, i den norra delen av landet, 260 km norr om huvudstaden Madrid. Villamartín de Don Sancho ligger 892 meter över havet och antalet invånare är 180.
Terrängen runt Villamartín de Don Sancho är platt. Runt Villamartín de Don Sancho är det mycket glesbefolkat, med 5 invånare per kvadratkilometer. Närmaste större samhälle är Villazanzo de Valderaduey, 8,7 km öster om Villamartín de Don Sancho. Trakten runt Villamartín de Don Sancho består till största delen av jordbruksmark.